# Гузе, Бруно
Бруно Гузе (нем. Bruno Guse; род. 13 июля 1939, Благодатное, Нистру) — восточногерманский боксёр. Участник летних Олимпийских игр 1960 и 1964 годов, бронзовый призёр чемпионата Европы 1959 года.

## Биография
Бруно Гузе родился в румынском селе Гнаденфельд жудеца Аккерман цинута Нистру губернаторства Бессарабия (сейчас село Благодатное Белгород-Днестровского района Одесской области Украины).
Работал кузнецом. Учился в инженерном училище сельскохозяйственных машин.
Выступал в боксёрских соревнованиях за «Шверинер» из Шверина. В 1959—1964 годах шесть раз подряд становился чемпионом ГДР.
В 1959 году завоевал бронзовую медаль чемпионата Европы в Люцерне в весовой категории до 67 кг.
В 1960 году вошёл в состав сборной ОГК на летних Олимпийских играх в Риме. В весовой категории до 67 кг в 1/16 финала проиграл Юрию Радоняку из СССР раздельным решением судей — 2:3.
В 1964 году вошёл в состав сборной ОГК на летних Олимпийских играх в Токио. В весовой категории до 67 кг в 1/8 финала проиграл Ричардасу Тамулису из СССР единогласным решением судей — 0:5.